# Villas de la Ventosa
Villas de la Ventosa ist ein Ort und eine zentralspanische Gemeinde (municipio) mit nur noch 221 Einwohnern (Stand: 2024) im Norden der Provinz Cuenca in der Autonomen Region Kastilien-La Mancha. Barajas de Melo gehört zur Kulturlandschaft der Alcarria und der von einem anhaltenden Bevölkerungsschwund betroffenen Serranía Celtibérica. Die Ortschaften Bólliga, Culebras, Fuentesbuenas, Valdecañas, La Ventosa und Villarejo del Espartal gehören zur Gemeinde. Verwaltungssitz ist in La Ventosa.

## Lage und Klima
Villas de la Ventosa liegt auf der Westseite des Iberischen Gebirges in einer Höhe von ca. 855 m. Die Provinzhauptstadt Cuenca befindet sich gut 28 km (Fahrtstrecke) südöstlich. Das Klima im Winter ist gemäßigt, im Sommer dagegen warm bis heiß; die eher geringen Niederschlagsmengen (ca. 534 mm/Jahr) fallen – mit Ausnahme der nahezu regenlosen Sommermonate – verteilt übers ganze Jahr.

## Bevölkerungsentwicklung
| Jahr      | 1970 | 1981 | 1991 | 2001 | 2011 | 2021 |
| Einwohner | 1276 | 614  | 447  | 366  | 304  | 214  |

Aufgrund der Mechanisierung der Landwirtschaft, der Aufgabe bäuerlicher Kleinbetriebe und des daraus resultierenden Verlusts von Arbeitsplätzen auf dem Lande ist die Einwohnerzahl der Gemeinde seit der Mitte des 20. Jahrhunderts stark rückläufig (Landflucht).

## Sehenswürdigkeiten
- Kirche Mariä Himmelfahrt in Bolliga
- Kirche der Unbefleckten Empfängnis in La Ventosa
- Rochuskapelle

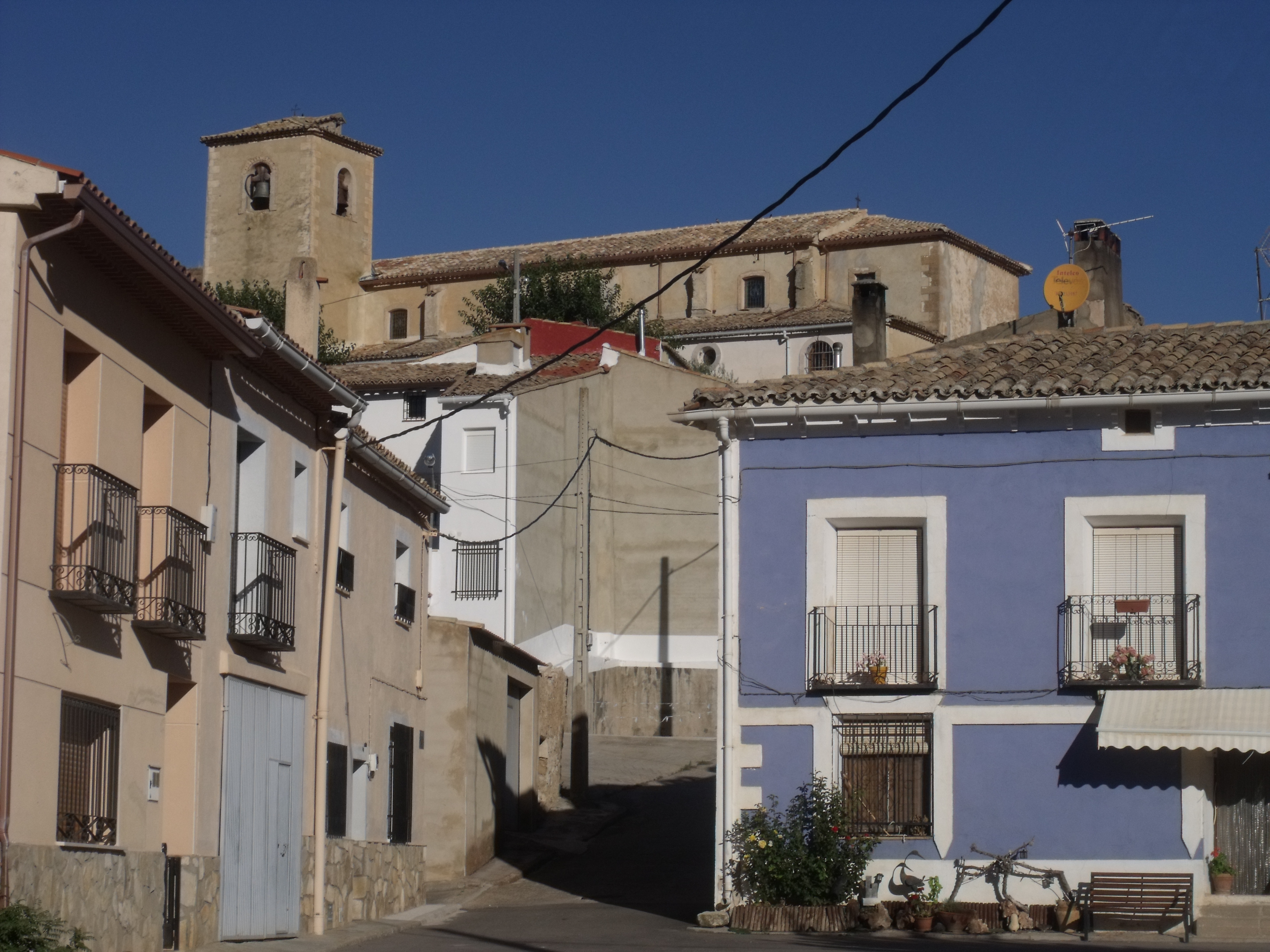
Kirche Mariä Himmelfahrt
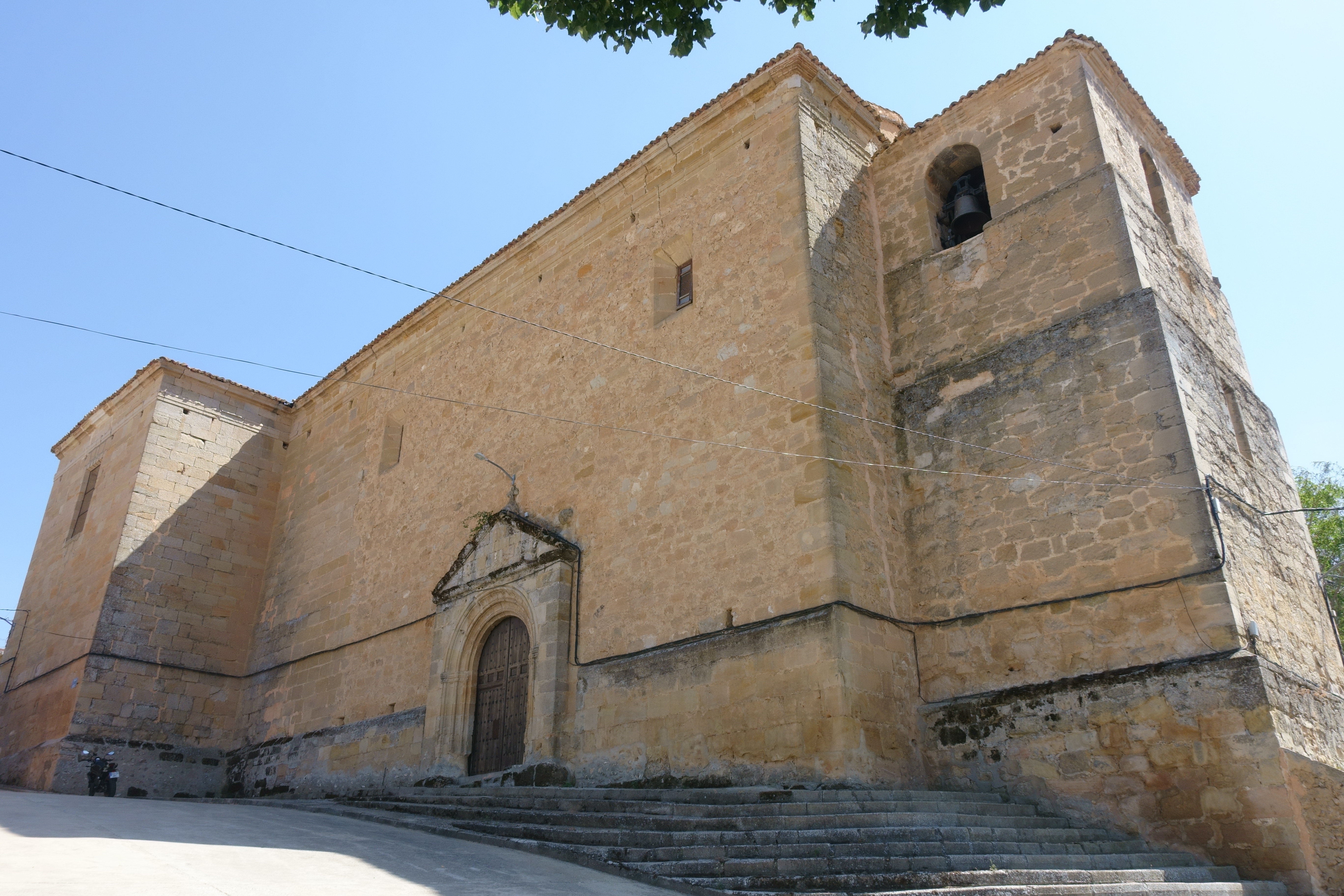
Kirche der Unbefleckten Empfängnis
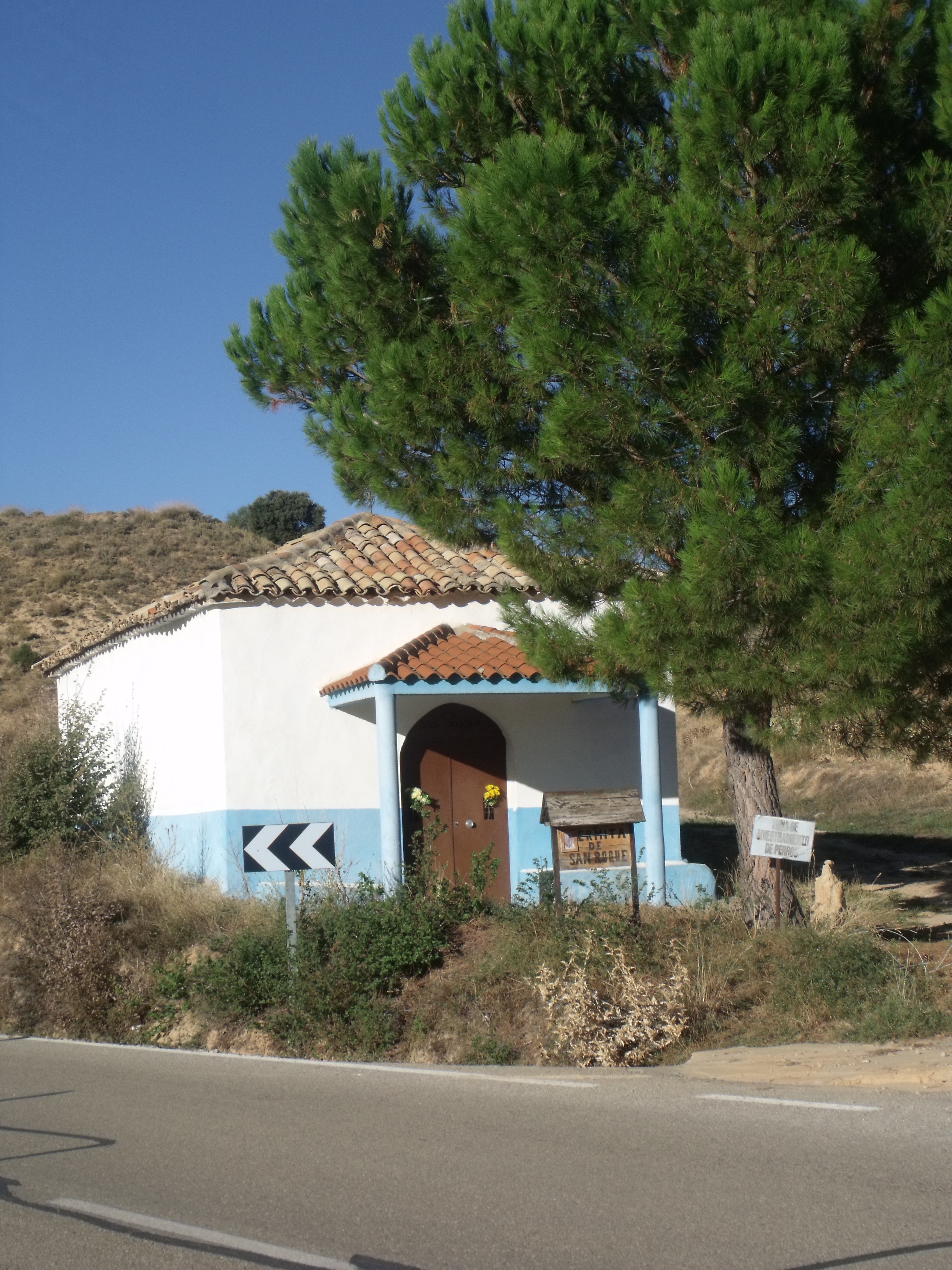
Rochuskapelle
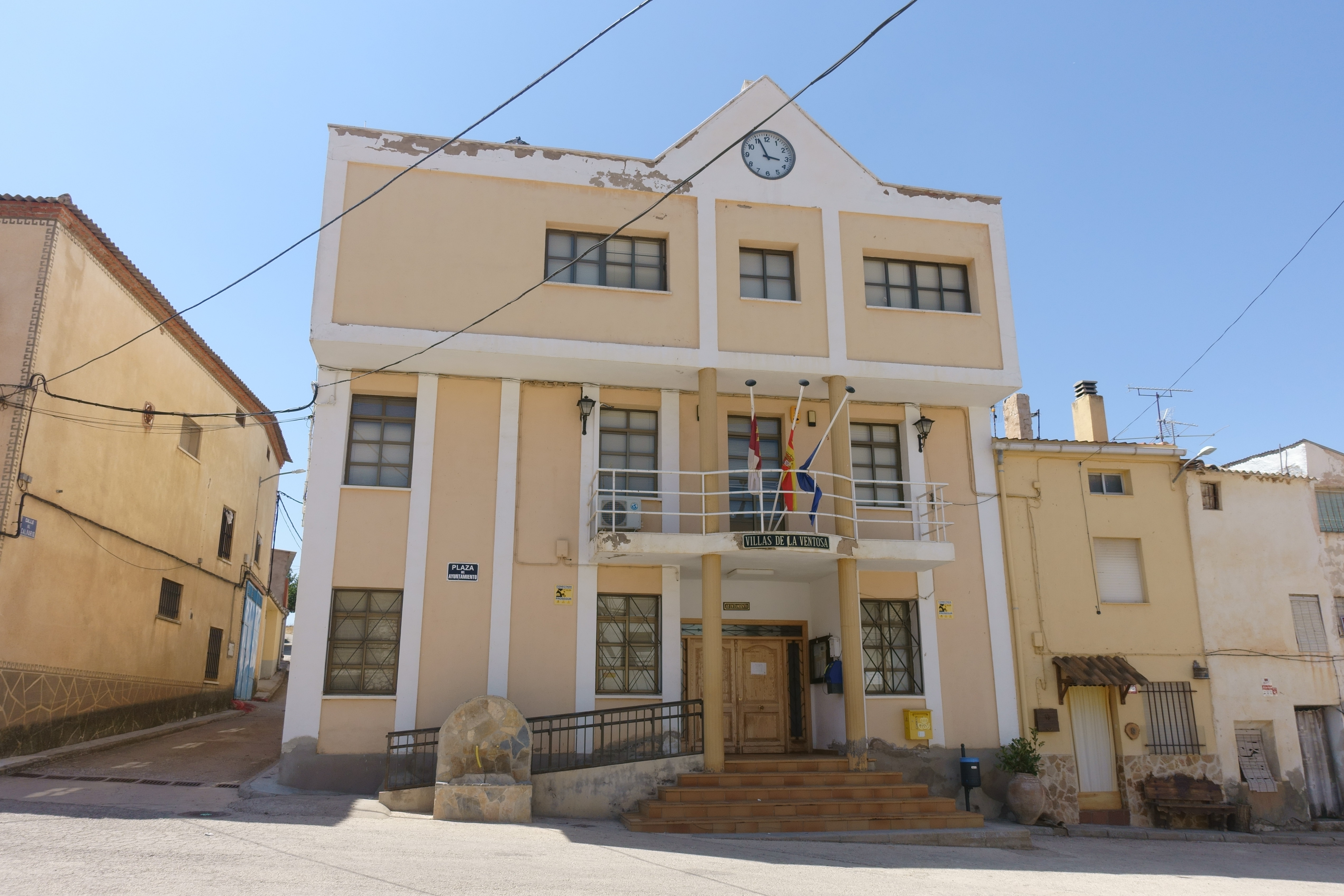
Rathaus